# IC 503
IC 503 ist eine Balken-Spiralgalaxie mit aktivem Galaxienkern vom Hubble-Typ SBa im Sternbild Hydra südlich der Ekliptik. Sie ist schätzungsweise 178 Millionen Lichtjahre von der Milchstraße entfernt und hat einen Durchmesser von etwa 60.000 Lj.

Im selben Himmelsareal befindet sich u. a. die Galaxie IC 2327.
Das Objekt wurde im Jahr 1888 vom dänischen Astronomen Carl Frederick Pechüle entdeckt.